# Juha Hirvi
Juha Hirvi (n. 25 martie 1960, Kymi⁠(d), Kymen lääni⁠(d), Finlanda) este un trăgător de tir ce a reprezentat Finlanda, medaliat olimpic. A participat la 6 ediții ale Jocurilor Olimpice (1988, 1992, 1996, 2000, 2004, 2008) în care a câștigat o medalie de argint.